# ÍF Fuglafjørður
ÍF Fuglafjørður é uma equipe feróica de futebol com sede na cidade de Fuglafjørður. Disputa a primeira divisão das Ilhas Feroe (é o atual Vice-Campeão). Seus jogos são mandados no Í Fløtugerði, que possui capacidade para 3 000 espectadores.

## Títulos
- Campeonato Faroês: 1
  - 1979
- Segunda Divisão Faroesa: 3
  - 1984, 1987, 2003

## Elenco atual
Atualizado em 2013
Nota: Bandeiras indicam equipe nacional, conforme definido pelas regras de elegibilidade da FIFA. Os jogadores podem ter mais de uma nacionalidade não-FIFA.
| N.º |             | Posição | Jogador             |
| --- | ----------- | ------- | ------------------- |
| 1   | Ilhas Faroe | G       | Jákup Mikkelsen     |
| 2   | Ilhas Faroe | D       | Áki Petersen        |
| 3   | Ilhas Faroe | D       | Poul N. Mikkelsen   |
| 4   | Sérvia      | A       | Nenad Šarić         |
| 5   | Ilhas Faroe | M       | Høgni Madsen        |
| 6   | Ilhas Faroe | M       | Hanus Thorleifsson  |
| 7   | Sérvia      | M       | Aleksandar Jovević  |
| 8   | Ilhas Faroe | M       | Bogi R. Petersen    |
| 9   | Ilhas Faroe | A       | Ari Ó. Ellingsgaard |
| 10  | Ilhas Faroe | A       | Øssur M. Dalbúð     |
| 11  | Ilhas Faroe | M       | Frank Poulsen       |
| 12  | Ilhas Faroe | M       | Margeir Toftegaard  |
| 13  | Ilhas Faroe | D       | Heri H. Nesá        |

| N.º |             | Posição | Jogador               |
| --- | ----------- | ------- | --------------------- |
| 14  | Ilhas Faroe | M       | Pól Magnus Petersen   |
| 15  | Ilhas Faroe | A       | Jákup Johansen        |
| 16  | Ilhas Faroe | G       | Hallgrím G. Hansen    |
| 17  | Ilhas Faroe | D       | Høgni J. Zachariassen |
| 18  | Brasil      | A       | Clayton Soares        |
| 19  | Ilhas Faroe | M       | Hendrik L. Rubeksen   |
| 20  | Ilhas Faroe | D       | Leivur Joensen        |
| 23  | Ilhas Faroe | M       | Fritleif Lambanum     |
| 28  | Ilhas Faroe | M       | Arnold Kristiansen    |
| 30  | Ilhas Faroe | G       | Kristian J. Hjerrild  |
| 37  | Ilhas Faroe | D       | Jan Ó. Ellingsgaard   |
| 76  | Ilhas Faroe | D       | Bartal Eliasen        |

## Técnicos
- Meinhard Dalbúð (1993–94)
- Sonni Jensen (1995)
- Petur Simonsen (1996–97)
- Piotr Krakowski (1998–99)
- Pauli Jarnskor (2001–02)
- Bogi Lervig (2001–02)
- Petur Mohr (2002–03)
- Sigfríður Clementsen (2003–04)
- Petur Mohr (2004–05)
- Petur Simonsen (2005–06)
- Jón Simonsen (2006–07)
- Abraham Løkin (2008)
- Roy Róin (2008)
- David Jones (2008)
- Albert Ellefsen (2008)
- Jón Simonsen (2009)
- Jón Simonsen &  Abraham Løkin (2009–10)
- Abraham Løkin (Julho 2009–maio 11)
- Símun Eliasen &  Rúni Nolsøe (2011)
- Flemming Christensen (Novembro 2011–Outubro 12)
- Albert Ellefsen (Atual) (Nov 2012–???)